# Витоша (компьютер)
«Витоша» — первый болгарский компьютер. Создан в Вычислительном центре Института математики и информатики БАН, образованном в 1961 году и положившем начало развитию болгарской вычислительной техники.

## История
Разработка компьютера началась в конце 1961 году Машина была завершена и введена в эксплуатацию в конце 1963 года. 
Стоимость проекта превысила запланированный бюджет 1,5 млн лев почти в два раза.
В команду конструкторов машины входили: Благовест Сендов, Г. Алипиев, Д. Богданов, Д. Рачев, Енчо Кырмаков, Илич Юлзари (ответственное лицо), Иван Станчев, Кирил Боянов, Мария Димитрова, Раффи Асланян и Ст. Пашев. 
Научным руководителем проекта был академик Любомир Илиев.
Впервые была продемонстрирована в августе 1963 года на технической выставке «Болгария строит социализм» в Москве и имела большой успех как первая болгарская электронно-вычислительная машина. 
Даже в СССР такие машины работали только на засекреченных объектах. 
Этот успех, наряду с разработанным позже электронным калькулятором Элка, даёт импульс специализации Болгарии в области вычислительной техники.

## Описание
Цифровой электронный компьютер использует двоичную систему с машинным словом постоянной длины в параллельном режиме. Разрядность машинного слова — 40 бит. Используется трёхадресная система команд с 32 инструкциями, использующими индексные регистры. Основные компоненты машины: устройство ввода, устройство вывода, арифметическое вычислительное устройство, память и устройство управления. Последнее можно рассматривать как два отдельных — основное устройство управления и вспомогательное. В качестве ОЗУ используется магнитный барабан объёмом 4096 слов. Блок питания работает на трёхфазном токе напряжением 220/380 V. Охлаждение осуществляется с помощью специальной системы вентиляторов.
Конструкция машины выполнена в виде одного блока длиной 4 м и высотой 2 м, содержащего все электронные схемы и магнитный барабан. Компьютер состоит из 1500 электронных ламп ESS 862, средняя продолжительность работы которых составляет около 10 000 часов. Оператор с помощью пульта управления может управлять машиной и влиять на вычислительный процесс; может стартовать и останавливать, включать и выключать машину. На этом же пульте можно отслеживать состояние арифметического вычислительного устройства и счётчика регистра команд. Есть ключ для ручного ввода информации, возврата регистров в первоначальное состояние и возможность проверить основные операции — передача содержимого одного регистра в другой.
Устройство ввода работает с пятиканальным ленточным перфоратором, информацию с которого считывает стандартным электромеханическим телеграфным аппаратом. Устройство вывода использует простой алгоритм для вывода данных. Результаты печатает электрическая пишущая машинка. Все команды для управления машиной запрограммированы, программы написаны на машинном языке.